# Felimare bilineata
Felimare bilineata (Pruvot-Fol, 1953) è un mollusco nudibranchio appartenente alla famiglia Chromodorididae.

## Descrizione
Mantello di colore nero o blu scuro con linee e punti gialli e punti blu brillante. Al centro del mantello corre una coppia di linee gialle a partire dai rinofori, di colore blu-nero. Le branchie sono di colore blu-nero con una singola linea gialla.

## Distribuzione e habitat
Questa specie è diffusa nel mar Mediterraneo occidentale, nell'Africa occidentale e nell'Oceano Atlantico orientale.

## Tassonomia
Sono note le seguenti sottospecie:
- Felimare bilineata bilineata (Pruvot-Fol, 1953)
- Felimare bilineata senegalensis Ortea, Valdés & García-Gómez, 1996
- Felimare bilineata viridis Ortea, Valdés & García-Gómez, 1996